# Hrut Herjolvsson
Hrut Herjolvsson var halvbror till Hoskuld Dala-Kollsson, och nämns också han i början av både Njáls saga och Laxdalingarnas saga.
Modern, Torgerd, flyttade till Norge när hennes make Dala-Koll dog. Där gifte hon sig med Herjolv och fick Hrut. Sedan dog Herjolv och Torgerd flyttade tillbaka till Island. Hrut bodde hos sina släktingar i Norge ett tag, men vid någon tidpunkt flyttade han till Island.
Hrut avtalade med lagmannen Mård giga att han skulle gifta sig med dennes dotter Unn. Sedan reste han till Norge för att ordna med ett arv. Där blev han hirdman åt kungen och älskare till drottningen, och de hjälpte honom att få sitt arv. När drottningen fick reda på att han hade en fästmö på Island uttalade hon en förbannelse över honom så att han inte skulle kunna ligga med Unn.
Unn trivdes inte hos Hrut, och till slut skilde hon sig från honom under förevändning att han inte kunde ligga med henne. Senare gifte Hrut om sig och fick många barn.